# Кая (станция)
Ка́я — станция Восточно-Сибирской железной дороги, одна из трёх крупнейших железнодорожных станций города Иркутска (наряду с Иркутском-Пассажирским и Иркутском-Сортировочным), расположена неподалёку от микрорайона Синюшина гора.
Станция построена в 1949 году, имеет подъездные пути к кайским заводам, а также ответвление на Ново-Иркутскую ТЭЦ, обеспечивая постоянную доставку топлива. На Кае разгружаются вагоны с потребительскими товарами; останавливаются пригородные поезда, а до 2008 года останавливались некоторые пассажирские поезда. С 2008 года остановка всех пассажирских поездов по станции отменена. Со стороны города станцию пересекает федеральная трасса М55, мост которой расположен прямо над путями.
Название станции происходит от реки Каи. Неподалёку от железнодорожной магистрали расположена реликтовая Кайская роща, на территории которой находится одна из крупнейших стоянок древнего человека в Сибири.